# Mindanao-Tariktikhornvogel
Der Mindanao-Tariktikhornvogel (Penelopides affinis), auch Mindanao-Tariktik-Hornvogel genannt, ist eine Art aus der Familie der Nashornvögel (Bucerotidae). Sein Verbreitungsgebiet ist auf einige der philippinischen Inseln begrenzt.

## Erscheinungsbild
Mindanao-Hornvögel zählen zu den kleineren Hornvögeln. Die Körperlänge beträgt 45 Zentimeter.
Ein Geschlechtsdimorphismus ist beim Gefieder festzustellen. Die Männchen weisen auf der Brust sowie am Hals und am Kopf ein gelblich-weißes Gefieder auf. Bei Weibchen dagegen sind auch diese Bereiche schwarz befiedert. Unbefiederte Stellen am Kopf sind blassblau. Bei den Männchen dagegen sind die unbefiederten Stellen rund um die Augen beigefarben, die Haut an der Kehle ist dagegen schwarz. Während das Männchen dunkelbraune Beine und Füße aufweist, hat das Weibchen schwarze. 

## Verbreitungsgebiet und Lebensraum
Der Mindanao-Hornvogel kommt auf den Inseln Mindanao, Dinagat, Siargao, und Basilan vor. Der Vogel bewohnt Regenwälder bis zu einer Höhe von 1000 Meter über dem Meeresspiegel.

## Lebensweise
Mindanao-Hornvögel können gelegentlich paarweise oder in kleinen Gruppen in fruchttragenden Bäumen beobachtet werden. Sie halten sich bevorzugt im unteren Bereich von Bäumen auf und werden häufig an Waldrändern beobachtet. Die Vögel sind laut und geben einen nach „ta-rik-tik“ klingenden Laut von sich (daher der Gattungsname).
Über das Balzverhalten ist bis jetzt nichts bekannt. Auch über die Brutgewohnheiten dieser Vogelart gibt es bislang nur wenige Beobachtungen. Wie bei Hornvögeln üblich wird das Weibchen vom Männchen in einer Baumhöhle eingemauert und von diesem gefüttert, während dieses zunächst die Eier ausbrütet und später die Jungvögel hudert. Die Weibchen mausern, während sie die Eier bebrüten und sind in dieser Zeit flugunfähig.

## Systematik
Es werden zwei Unterarten unterschieden. P. a. basilanica ist auf der Insel Basilan beheimatet, während die Nominatform P. a. affinis auf Mindanao, Dinagat, und Siargao vorkommt. Von manchen Autoren wird der Samar-Hornvogel (Penelopides samarensis) als Unterart des Mindanao-Hornvogels angesehen.